# هری اسمیت پارکس
هری اسمیت پارکز (انگلیسی: Harry Smith Parkes؛ زاده ۱ مارس ۱۸۲۸ درگذشته ۱۸۸۵ (۵۶−۵۷ سال)) یک سیاست‌مدار اهل بریتانیا بود.

## اشتغال در ژاپن (۱۸۶۵–۸۳)
در ماه مه ۱۸۶۵، در جریان سفر به بندر یانگ‌تسه، پارکز برای جانشینی سر رادفورد الکوک به عنوان فرستاده فوق‌العاده اعلیحضرت و وزیر مختار و کنسول ژاپن منصوب شد. یکی از وظایف وی اطمینان از تأیید دربار امپراتوری کیوتو از عهدنامه دوستی آنگلو-ژاپنی در سال ۱۸۵۴ و عهدنامه دوستی و تجارت بین ژاپن و پادشاهی متحد بریتانیای کبیر و ایرلند سال ۱۸۵۸ بود.
در طول این دوره آشفته باکوماتسو، پارکز سیاست بی‌طرفی بین شوگون‌سالاری توکوگاوا و طرفداران امپراتوری سوننو جوئی را دنبال کرد. از طرف اصلاح طلبان، او مرتباً مورد خشمی شدید قرار گرفت و با خصومت سختی روبرو شد، که سه بار قصد ترور وی را داشتند. سرنگونی شوگون و جنگ بوشین او را غافلگیر کرد، اما او سیاست بی‌طرفی انگلیس را ادامه داد. در ۲۲ مه ۱۸۶۸ وی اعتبار خود را به امپراتور میجی ارائه داد، بنابراین انگلیس را به اولین قدرت خارجی تبدیل کرد که رسماً دولت جدید میجی را به رسمیت شناخت.
در طی جنگ بوشین در ماه ژانویه، کاتسو کایشو فرمانده نیروهای شوگونی نخست اتحاد خود را با فرانسه، که ادامه جنگ را توصیه می‌کرد قطع کرد و روابط با انگلستان را دوباره برقرار کرد.
در ماه مارس، سفیر انگلستان در ژاپن هری اسمیت پارکز و مترجمش ارنست میسن ساتو به یوکوهاما بازگشتند. کاتسو کایشو مرتباً با ساتو تماس می‌گرفت که اگر نیروهای دولت جدید میجی وی را مجبور به اعدام توکوگاوا یوشینوبو کردند، وی در نظر دارد که توکوگاوا یوشینوبو را در یک کشتی جنگی و در پناهندگی انگلستان قرار داده و وی را در امان نگه دارد.
و در تاریخ ۱۳ مارس، اولین گفتگوی کاتسو کایشو و سایگو تاکاموری در تاکاناوا (یکی از محله‌های توکیو) برگزار شد. با این حال، کاتسو در این روز فقط به سایگو تاکاموری گفت که چیکاکو، شاهدخت کازو (عمه امپراتور میجی و همسر شوگون چهاردهم) را به گروگان نمی‌گیرد و موضوع اصلی به روز بعد موکول شد. در واقع، این موضوع پیامدهای قابل توجهی داشت. در همان روز، به دستور سایگو، کیناشی سی‌ایچیرو از ارتش جدید دولت از هری اسمیت پارکز در یوکوهاما بازدید کرد و از وی خواست که هنگام پیشروی نیروهای امپراتور به سمت ادو، نیروهای انگلیسی مستقر در یوکوهاما دخالتی نکنند. از آنجا که حملات به خارجی‌ها در اواخر دوره ادو مکرر بود، به منظور محافظت از تبعه از سال ۱۸۶۳، ۱۰۰۰ سرباز انگلیسی و ۳۰۰ سرباز فرانسوی، در یوکوهاما مستقر شده بودند. کیناشی سی‌ایچیرو همچنین خواستار کمک به درمان مجروحان نبرد احتمالی در ادو توسط انگلستان شد اما سفیر انگلستان درخواست وی را رد کرد و گفت «حمله به توکوگاوا یوشینوبو که تسلیم و مطیع شده‌است برخلاف راه و رسم سامورایی و همین‌طور اساس حقوق بین‌الملل است.» و تهدید کرد که اگر همچنان به جنگیدن مایل هستید نیروهای انگلیس و فرانسه را برای محافظت از ساکنان یوکوهاما به کار می‌گیرم.
پارکس در طول ۱۸ سال کار خود، درآوردن تعداد زیادی از مشاوران خارجی انگلیس جهت آموزش نیروی دریایی امپراتوری ژاپن و ایجاد زیرساخت‌های مدرن مانند فانوس دریاها، سیستم تلگراف و راه‌آهن بین توکیو و یوکوهاما نقش مهمی داشت.